# Maria Eugénia Neto
Maria Eugénia da Silva Neto (Montalegre, 8 de março de 1934) é uma escritora e jornalista luso-angolana, primeira ocupante do posto de primeira-dama angolana. Preside a Fundação Dr. António Agostinho Neto (FAAN) e é membro-fundadora da União dos Escritores Angolanos e da Academia Angolana de Letras.
É uma das mais importantes escritoras vivas de Angola, escrevendo nos gêneros literários poesia, prosa, encómio e literatura infantojuvenil.
Durante a luta anticolonial, conservou o nome de guerra "Jenny Neto".

## Biografia
Maria Eugénia Neto nasceu em 8 de março de 1934 na localidade de Montalegre, pertencente à Região do Norte e ao Distrito de Vila Real, em Portugal.
Na sua juventude muda-se com os pais para Lisboa, onde estuda desenho e participa dos coros do Conservatório Nacional de Lisboa. Na década de 1940 escreve seus primeiros poemas, publicando-os no semanário Gazeta do Sul, do Montijo, e outros boletins da capital portuguesa.
Em 1948, Eugénia assiste uma reunião de um círculo de escritores e intelectuais africanos em Lisboa, realizada na casa de Humberto Machado. Ali conhece Agostinho Neto, com quem se casaria 10 anos depois. A proximidade entre os dois, inicialmente vinculada à poesia, tomaria forma de relacionamento a partir de 1952.
Na década de 1950 matricula-se num curso línguas estrangeiras da Universidade de Lisboa, passando a trabalhar como jornalista, ganhando também recursos como tradutora de textos de língua inglesa.
Em 27 de outubro de 1958, em Lisboa, casa-se com Agostinho Neto, no dia em que este concluiu a sua licenciatura em medicina. O casal Lúcio Lara e Ruth Lara, já amigos de Eugénia e Agostinho há um bom tempo, eram os padrinhos. Os outros padrinhos eram Ivo Lóio e Ernesta Lóio.
Poucos dias após cerimônia matrimonial, nasce em Lisboa, em 9 de novembro de 1958, o primeiro filho do casal, Mário Jorge Neto.

### Luta anticolonial

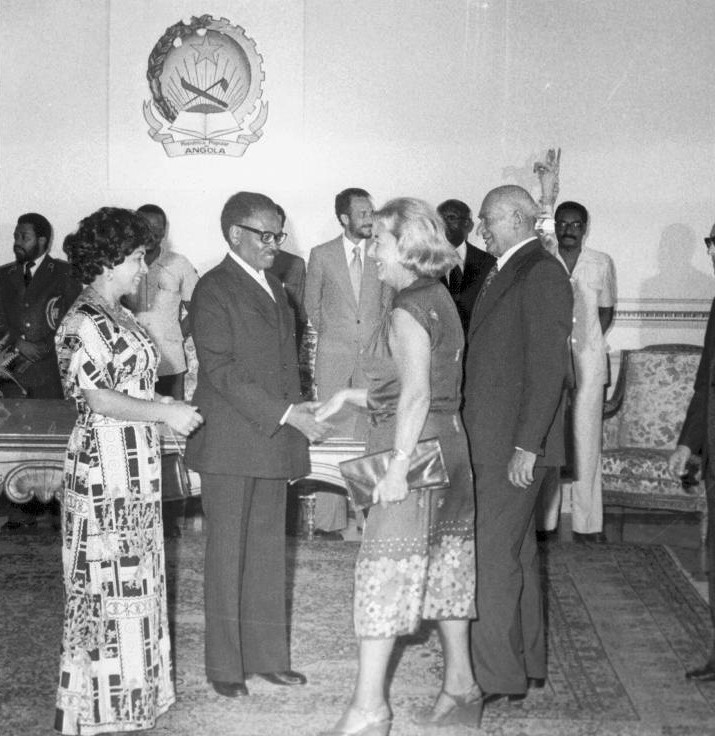
Presidente Agostinho Neto e primeira-dama Eugénia Neto recepcionam o embaixador da Polónia em Angola, Roman Paszkowski, bem como a embaixatriz Aleksandra, para as festividades do Ano Novo de 1978, em Luanda.

Muda-se com Agostinho Neto para Luanda no início de 1960, e o ajuda a estruturar seu consultório médico, bem como as atividades políticas do Movimento Popular de Libertação de Angola (MPLA).
Com a prisão de seu marido naquele mesmo ano, vive um período de périplo até 1961 entre o Algarve, Cabo Verde e Lisboa. No ínterim, em 1961, nasce sua segunda filha Irene Alexandra Neto, em Lisboa.
Agostinho Neto foi posto em liberdade assistida em 1961, mas é preso novamente em 1962 numa tentativa de fuga. Eugénia permenece em Lisboa para lhe assistenciar até sua liberdade em março de 1962. Abriga-se em Sintra na casa de sua mãe, Maria Amélia da Silva.
A família foge de Portugal em julho de 1962, instalando-se em Quinxassa, onde o MPLA tinha a sua sede no exílio, com Agostinho Neto reassumindo as funções de presidente do MPLA.
Em 1963 a família ruma, com a sede do MPLA, para Brazavile em consequência da expulsão do partido do Zaire, que passou a dar o apoio total á Frente Nacional de Libertação de Angola (FNLA). Em 1964, nesta capital, nasce Leda da Silva Neto, a terceira filha do casal.
Em Brazavile assume funções do departamento de informações e comunicação do MPLA, traduzindo documentos e divulgando notícias em rádios, além de escrever poemas, artigos e textos políticos. Toma também frente nas atividades do departamento de cultura até 1968.
Por questões de segurança, transfere-se para Dar es Salã, na Tanzânia, onde continuaria até 4 de fevereiro de 1975, ficando neste período longe de Agostinho Neto. Trabalha como tradutora, jornalista e diplomata na representação política do MPLA neste país, em colaboração com a jornalista e diplomata britânico-angolana Marga Holness e com líder feminista Ruth Neto. Enquanto na Tanzânia, Eugénia passou a escrever no gênero encómio, produzindo também artigos sobre a luta anticolonial e de uma visão de um futuro de paz e liberdade. Neste período também passa a ser jornalista da revista Lotus, da Organização dos Escritores Afro-Asiáticos, e da revista Femmes du Monde Entier, da Federação Democrática Internacional das Mulheres.

### Pós-independência angolana
No retorno à Angola, no início de 1975, Eugénia retoma sua carreira jornalística, dirigindo o Boletim da Organização da Mulher Angolana, sendo redatora-chefe dos textos em língua estrangeira, nomeadamente francês e inglês.
Tornou-se membro-fundadora da União dos Escritores Angolanos, em 1975, uma das raras mulheres no grupo. Continuou a trabalhar para o partido e o Estado angolano após a morte de seu marido, com sua escrita passando a focar na literatura infantojuvenil.
Mudou-se para Lisboa após a maturidade de seus filhos. Em Portugal empenhou-se em organizar a Fundação Dr. António Agostinho Neto (FAAN), instituição dedicada a preservar o pensamento e a memória de Agostinho Neto e do processo de descolonização angolano.
Em 2016 Maria Eugénia torna-se uma das duas mulheres imortais fundadoras da Academia Angolana de Letras. É, também, sócia honorária da Academia de Letras de Trás-os-Montes desde o dia 25 de fevereiro de 2017.

## Obras
Títulos de destaque publicados foram:
- No prelúdio da Vitória (1969);[19]
- Our hands are building freedom (1971);[19]
- Foi esperança e foi certeza (1976);[2]
- ...E nas florestas os bichos falaram (1977);[2]
- Nossas mãos constroem a Liberdade (1979);[19]
- Formação de uma estrela e outras histórias na Terra (1979);[19]
- Lenda das asas e da menina Mestiça-Flor (1981);[19]
- Fica aí dentro do Quarto. O Soldado sou Eu (1985);[19]
- A Menina Euflores (1988);[19]
- O Vaticínio da Quianda na Piroga do Tempo (1989);[19]
- Ninguém Impediria a Chuva (1990);[19]
- O soar dos quissanges (2000);[2]
- Trepadeira que Queria Ver o Céu Azul e outras Estórias (2006);[19]
- Cartas de Maria Eugénia a Agostinho Neto (2016).[19]